# 윤진호 (1971년)
윤진호(1971년 7월 6일 ~ )는 서울특별시에서 태어난 대한민국의 배우이다.

## 학력
- 단국대학교 연극영화과

## 출연작

### 드라마
- 2005년 KBS2 《드라마시티 - 계룡산 부용이》 - 수완 역
- 2005년 SBS 《서동요》
- 2007년 KBS2 《한성별곡》 - 좌포청 군관 역
- 2007년 MBC 《뉴하트》 - 의사 역
- 2008년 MBC 《이산》
- 2008년 KBS2 《연애결혼》 - 최진호 역
- 2010년 KBS2 《추노》 - 박종수 역
- 2011년 KBS2 《강력반》- 기자 역
- 2011년 KBS2 《KBS 드라마 스페셜 - 이중주》 - 강철민 역
- 2012년 KBS2 《각시탈》 - 고이소 타다노부 역
- 2012년 MBC 《마의》 - 최형욱 역
- 2013년 KBS2 《최고다 이순신》
- 2013년 MBC 《제왕의 딸 수백향》- 고창 역
- 2014년 KBS2 《골든크로스》 - 양선우 역
- 2014년 KBS2 《왕의 얼굴》 - 서용 역
- 2015년 OCN 《아름다운 나의신부》 - 이장호 역
- 2016년 KBS2 《별이 되어 빛나리》 - 최형사 역
- 2016년 MBC 《옥중화》 - 포도청 종사관 역
- 2016년 KBS2 《화랑》
- 2018년 KBS1 《내일도 맑음》 - 김호철 역
- 2019년 TV조선《바벨》 - 장팀장 역
- 2020년 tvN 《철인왕후》 - 상선 역
- 2021년 KBS2 《경찰수업》 - 최팀장 역

### 영화
- 2001년 《킬러들의 수다》 - 크러어디어즈 역
- 2005년 《박수칠 때 떠나라》 - 진행 역
- 2021년 《구원》 (현장사진, 메이킹)